# MacArthur (Leyte)
MacArthur è una municipalità di quinta classe delle Filippine, situata nella Provincia di Leyte, nella Regione di Visayas Orientale.
MacArthur è formata da 31 baranggay:
- Batug
- Burabod
- Capudlosan
- Casuntingan
- Causwagan
- Danao
- Doña Josefa
- General Luna
- Kiling
- Lanawan
- Liwayway
- Maya
- Oguisan
- Osmeña
- Palale 1
- Palale 2

- Poblacion District 1
- Poblacion District 2
- Poblacion District 3
- Pongon
- Quezon
- Romualdez
- Salvacion
- San Antonio
- San Isidro
- San Pedro
- San Vicente
- Santa Isabel
- Tinawan
- Tuyo
- Villa Imelda